# های تاورن
هوهه تاوئرن (آلمانی: Hohe Tauern) رشته‌کوهی در اتریش در بلندی ۳٬۷۹۸ متر از سطح دریا است.